# Gangil-dong
Gangil-dong là một dong, phường của Gangdong-gu ở Seoul, Hàn Quốc.